# سبالت دو ورت

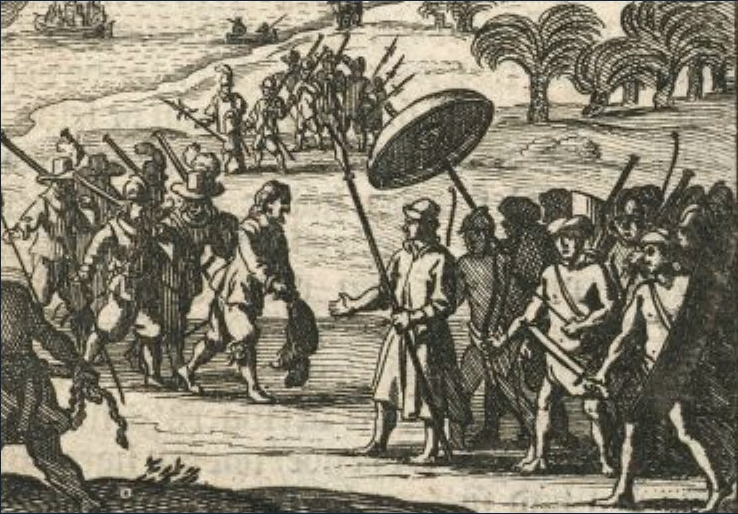
سبالت دو ورت به همراه یارانش در جزایر فالکلند

سبالت دو ورت (انگلیسی: Sebald de Weert) جهانگرد و سیاح اهل هلند بود. او نخستین کسی بود که جزایر فالکلند را در سال ۱۶۰۰ میلادی در اقیانوس اطلس جنوبی رویت کرد.